# Vértigo (álbum de La Ley)
Vértigo es el quinto disco de la banda Chilena La Ley. Fue lanzado al mercado el martes 17 de febrero de 1998. Grabado en los estudios Chung King (House of Metal-NY), EE. UU., es un disco que marcaría tendencia dentro del rock en español por su concepto futurista. El disco fue grabado como quinteto por La Ley, sin embargo, antes de que saliera el álbum Rodrigo Aboitiz fue expulsado del grupo. El álbum es caracterizado por muchos como uno que anticipaba lo que iba a acontecer en el nuevo milenio. En su momento decepcionó al público por el brusco giro del grupo.

## Descripción
Estas doce canciones muestran al grupo chileno liderado por Beto Cuevas, inicialmente muy apegado al pop, experimentando con otros estilos más oscuros, sofisticados y algo siniestros, como en el breve tema Shygun. La Ley demuestra que el uso de máquinas se transforma en una constante y que puede ser un instrumento vital a la hora de fusionar el rock con el acid house, como en Opacidad. Pero en general se opta por la utilización de secuencias y loops a la manera de detalles ornamentales. Lo mismo ocurre con la lectura que dan a la música industrial en temas como Ciertos civiles, donde sólo llegan a barnizar de dureza un tema pop.
No obstante, el disco sorprendió a la crítica y al público por el brusco giro de la banda. Así, Vértigo es considerado como el disco menos cotizado de La Ley, y su primer sencillo Fotofobia fue calificado como la peor canción del año 1998 en Chile. En una selección de temas de la banda elegidos por la audiencia de radio Concierto en 2016, los temas Vi y Fotofobia ocuparon los últimos lugares de la lista, con un solo voto para Vi.
No obstante, con el paso de los años el disco ha sido revalorizado por distintos sectores[cita requerida], llegando a reeditarse en 2013. Siendo un disco adelantado a su época, Vértigo recuerda mucho a Achtung Baby de U2 [cita requerida] su cambio experimental de la banda chilena así como hicieron los irlandeses en su tiempo.

## Lista de canciones
Letras por Beto Cuevas

| N.º   | Título                                                     | Duración |  |
| 1.    | «Fotofobia»                                                | 2:57     |  |
| 2.    | «Guerrillero»                                              | 4:00     |  |
| 3.    | «Vi»                                                       | 4:14     |  |
| 4.    | «X Ti»                                                     | 3:47     |  |
| 5.    | «Tanta ciudad»                                             | 5:15     |  |
| 6.    | «Sed»                                                      | 4:24     |  |
| 7.    | «Ciertos civiles»                                          | 3:53     |  |
| 8.    | «Krazyworld»                                               | 4:02     |  |
| 9.    | «Opacidad»                                                 | 5:21     |  |
| 10.   | «Shygun»                                                   | 1:59     |  |
| 11.   | «Ciclos»                                                   | 3:56     |  |
| 12.   | «Solitaryman» (Contiene oculto un reprise de Tanta ciudad) | 6:20     |  |
| 13.   | «Fotofobia (Extended)»                                     | 4:29     |  |
| 51:44 |                                                            |          |  |

La reedición de Vértigo en 2013 quitó de la lista de temas la versión Extended de Fotofobia.

## Créditos
- Beto Cuevas - Voz
- Pedro Frugone - Guitarra
- Luciano Rojas - Bajo
- Rodrigo Aboitiz - Teclado
- Mauricio Clavería - Batería